# Integraal kindcentrum
Een integraal kindcentrum, afgekort IKC, is een voorziening voor kinderen waarin bijvoorbeeld kinderopvang, onderwijs, buitenschoolse opvang of welzijnsvoorzieningen gecombineerd zijn in één organisatie.
Vergelijkbare samenwerkingsvormen onder andere noemers zijn:
- brede school
- sterrenschool
- vensterschool
- wijkschool